# 日本镜蛤
日本镜蛤（學名：Dosinia japonica），或作
日本镜文蛤（學名：Dosinorbis japonica），
是帘蛤目帘蛤科的一种。
曾被劃歸镜蛤亚科的镜文蛤属，但現時合併至镜蛤属。
主要分布于中国大陆、台湾，常栖息在潮间带沙滩、泥滩。